# Partei für Franken
Die Partei für Franken (Kurzbezeichnung: DIE FRANKEN – in der Presse auch Frankenpartei genannt) ist eine deutsche Regionalpartei. Sie wurde am 31. Oktober 2009 in der Klosterbräu Bamberg gegründet.

## Programmatische Ausrichtung
Die Partei setzt sich für eine wirtschaftliche Stärkung Frankens innerhalb Bayerns, Deutschlands und Europas ein. Sie bemängelt ein Nord-Süd-Gefälle in Bayern, da sich in Südbayern mehr Firmen angesiedelt hätten als in Franken und das Pro-Kopf-Einkommen im Norden wesentlich geringer sei.
Eine Loslösung vom Freistaat Bayern und Bildung eines „Bundesland Franken“ ist kein Ziel der Partei, es sei denn, eine generelle Neugliederung der Bundesländer steht an. Vielmehr stehen DIE FRANKEN für die Umbenennung des Bundeslandes Bayern in „Baiern-Franken“ und unterstützen die Zusammenlegung der Bezirkstage der Regierungsbezirke mit den jeweiligen Bezirksregierungen, um die dritte kommunale Eben zu stärken. Bei einem potentiellen Austritt Bayerns aus der Bundesrepublik fordert die Partei den Verbleib Frankens bei Deutschland.
Die Partei unterstützt die Einführung eines Mindestlohns, lehnt die Frauenquote ab und ist gegen ACTA. Des Weiteren fordert die Partei lokale Erzeugung erneuerbarer Energien und möchte Energieautarkie durch einen Mix aus Wasserkraft, Solarenergie, Windkraft, Biogas und Wasserstoff erreichen. Speziell für fränkische Gebiete fordert die Partei Vorfinanzierungen von Infrastrukturmaßnahmen durch den Freistaat.
Zudem wurde die Forderung nach Abschaffung der Studiengebühren erhoben und das Volksbegehren „Nein zu Studiengebühren in Bayern“ unterstützt. Das Volksbegehren wurde vom Bayerischen Landtag unverändert angenommen. Zuletzt unterstützten Die Franken auch erfolgreich das Volksbegehren Artenvielfalt.
Der Netzauftritt bringt die Zielsetzung auf den Punkt: „Die Zeit ist reif für eine bürgerliche fränkische Volkspartei“. Hier wird auch auf die Mitgliedschaft in der Allianz gegen Rechtsextremismus Metropolregion Nürnberg hingewiesen.
Im April 2025 wechselte der langjährige Parteivorsitzende und -mitgründer Robert Gattenlöhner zu den Freien Wählern.

## Parteivorsitzende
| Jahre     | Parteivorsitzender  | Parteivorsitzender  |
| --------- | ------------------- | ------------------- |
| 2009–2023 | Robert Gattenlöhner | Robert Gattenlöhner |
| 2023–     | Andreas Brandl      |                     |

## Wahlen
Die Partei trat zur Landtagswahl im September 2013 in den drei fränkischen Wahlkreisen an. Bei der Landtagswahl erreichte die Partei in Oberfranken 2,9 %, in Mittelfranken 2,3 % und in Unterfranken 1,6 % der Gesamtstimmenzahl. Auf Franken bezogen ergab sich damit ein Ergebnis von 2,2 %. Auf ganz Bayern bezogen waren dies 0,7 % der Stimmen. Bei den Bezirkswahlen am selben Tag zog die Partei in Ober- und Mittelfranken mit jeweils einem Abgeordneten in den Bezirkstag ein. Der oberfränkische Bezirksrat trat 2015 zur SPD über, so dass die Partei nur noch im Bezirkstag von Mittelfranken vertreten war.
Die Partei kandidierte bei den Kommunalwahlen in Bayern 2014 in Feucht, Hof und Roth. In Feucht erreichte sie 4,8 % und einen Gemeinderatssitz, in Hof 5,5 % und zwei Sitze im Stadtrat und in Roth 4,4 % und einen Sitz.
Bei der Landtagswahl 2018 trat die Partei nur noch in Mittel- und Unterfranken an. Sie verlor im Vergleich zu 2013 und kam in Mittelfranken auf 1,1 % und in Unterfranken auf 0,8 % der Stimmen. Bayernweit erhielten Die Franken damit 0,2 % der Stimmen. Den Sitz im mittelfränkischen Bezirkstag konnte die Partei mit einem Ergebnis von 1,48 % der Stimmen verteidigen. In Ober- (1,11 %) und Unterfranken (0,99 %) konnte sie nicht in den Bezirkstag einziehen.
Bei den Kommunalwahlen 2020 kandidierten Die Franken in den Gemeinden, in denen sie schon vertreten waren, und wurden erneut in deren Räte gewählt. In Hof erlitt die Partei deutliche Verluste (1,7 % statt 5,5 % 2014), erhielt aber ein Stadtratsmandat. Die Sitze in Feucht und Roth konnten gehalten werden.
Bei der Landtagswahl in Bayern 2023 trat die Partei nicht mehr an, bei der gleichzeitig abgehaltenen Bezirkswahl nur noch in Mittelfranken. Dort erhielt die Partei 1,0 % der Stimmen und verlor damit auch ihr letztes Bezirkstagsmandat.

## Mitgliederstand und Organisation
Bei der Gründung im Oktober 2009 hatte die Partei etwa 52 Mitglieder. Bis August 2014 stieg die Mitgliederzahl auf etwa 304. Die Partei ist in drei Bezirksverbände (Mittelfranken, Oberfranken und Unterfranken), neun Kreisverbände sowie mehrere Ortsverbände organisiert, insbesondere in den Kommunen, in denen sie seit Mai 2014 im Gemeinderat vertreten ist.
Seit Sommer 2017 sieht die Satzung die Möglichkeit der Gründung von Gebietsverbänden außerhalb Bayerns vor. Die Gründung eines solchen Verbandes ist geplant in Südthüringen, das von der Partei als Henneberg-Franken bezeichnet wird.

## Parteizeitung
Die Parteizeitung „Franken im Blick“ erscheint zirka zweimal im Jahr und wird an die Mitglieder versandt sowie an Infoständen verteilt. Diese Zeitung wurde 2012 erstmals aufgelegt und erschien 2019 mit einer Auflage von 5000 Exemplaren.